# Guo Xi
Guo Xi (郭熙T, Guō XīP; Hoyang, 1020 – Kaifeng, 1090) è stato un pittore cinese.
A lui è attribuito il testo intitolato L'alto messaggio della foresta e dei ruscelli (林泉高致T, Línquán GāozhìP). I suoi lavori coprono una varietà di temi riguardanti il modo appropriato di dipingere i paesaggi. Guo Xi era un professionista di corte, un letterato-funzionario e un abile pittore che sviluppò un incredibile e dettagliatto sistema di caratteristici tratti di pennello che divennero importanti per i pittori successivi.

## Biografia
Allievo del celeberrimo pittore Li Cheng, si occupò di opere naturalistiche, intendendo il paesaggio come forza vitale.
L'opera Inizio di Primavera (1072) è considerata una delle migliori nella storia dell'arte cinese. Quest'opera dimostra la sua innovativa tecnica di produrre molte prospettive chiamate "l'angolo della totalità". Questo tipo di rappresentazione è anche chiamata "prospettiva galleggiante", una tecnica che disloca il centro statico dell'osservatore, sottolineando le differenze fra la maniera cinese e quella occidentale della rappresentazione spaziale. 
Il seguente è un passo dal suo trattato: "montagna e acqua":
Le nuvole e i vapori dei paesaggi reali non sono gli stessi nel corso delle quattro stagioni.
In primavera sono chiari e blandi, in estate ricchi e densi, in autunno sparsi
ed esili, in inverno scuri e solitari. Quando questi effetti possono essere visti sui dipinti, le
nuvole e i vapori hanno un'aria di vita. La nebbia intorno alle montagne non è la stessa
nel corso delle stagioni. Le montagne in primavera sono chiare e suggestive come se sorridessero; le
montagne in estate hanno un colore blu-verde che sembra diffondersi oltre di esse;
le montagne in autunno sono brillanti e ordinate come se fossero state appena dipinte;
le montagne in inverno sono tristi e tranquille come se stessero dormendo
Guo Xi è uno dei principali maestri dello "stile settentrionale" dell'epoca Song. Le sue opere ispirarono molti artisti posteriori e a lui verranno dedicati diversi dipinti. Il meno conosciuto rotolo Valle profonda raffigura una valle tranquilla ricoperta da vari alberi che lottano per sopravvivere su pendii scoscesi. La tecnica dello shuimo e i tratti di pennello privi di forma sono utilizzati per modellare le superfici che suggeriscono gli effetti nascosti dell'atmosfera. Una delle tecniche di Guo Xi era deporre uno strato d'inchiostro (mò) ed acqua per sviluppare le forme della sua Valle profonda, il suo capolavoro dell'inchiostro chiaro e dalla magnifica composizione..